# Nehéz-Posony István
Nehéz-Posony István (1947. - 2004. augusztus 9.) magyar ügyvéd, publicista, Nehéz-Posony József ügyvéd fia, Nehéz-Posony Márton ügyvéd apja.

## Életpályája
A Független Jogász Fórum egyik alapító tagja, alelnöke, majd elnöke volt. Ügyvédként - többek között  - Princz Gábort, Liszkay Gábort és Kerék Csabát  is védte.

## Írásai
- Írásait Macerás jogállam címmel válogatta kötetbe.
- Jogtörténeti tanulmány a zsidókérdésről